# Erika Bekes
Erika Bekes ist eine ehemalige deutsche Fußballspielerin und Spielertrainerin. 

## Karriere
Bekes spielte in der Saison 1979/80 für den KBC Duisburg in der Verbandsliga Niederrhein als Torhüterin. Mit dem Gewinn der Niederrhein-Meisterschaft 1980 war ihre Mannschaft aus dem Duisburger Stadtteil Kaßlerfeld für die Endrunde um die Deutsche Meisterschaft qualifiziert. Die in Hin- und Rückspiel ausgetragenen Begegnungen mit dem BFC Meteor 06, dem SV Schlierstadt und dem SC 07 Bad Neuenahr wurden im Achtel-, Viertel- und Halbfinale allesamt gewonnen. Am 15. Juni 1980 jedoch, war sie mit ihrer Mannschaft auf der Vereinsanlage der SSG 09 Bergisch Gladbach gegen diese mit 0:5 im Finale deutlich unterlegen. 
In der laufenden Saison 1983/84 löste sie in der Winterpause Trainer Peter Bonten ab, der 1978 aus der Fußballabteilung des Turnerbund Rheinhausen 05 zum FC Rumeln-Kaldenhausen gewechselt war und die Frauenfußballabteilung in drei Jahren aus der Bezirksliga in die Landesliga geführt hatte. Als Spielertrainerin konnte sie die Mannschaft bis Saisonende 1984/85 in dieser Spielklasse halten. Unter ihrem Nachfolger Klaus Kaufmann gelang am Saisonende 1985/86 der Aufstieg in die Verbandsliga.

## Erfolge
- Finalist Deutsche Meisterschaft 1980
- Niederrheinmeister 1980